# 아메리카검은멧토끼
아메리카검은멧토끼 또는 검은잭토끼(Lepus insularis)는 토끼과에 속하는 포유류의 일종이다. 멕시코의 토착종이다. 캘리포니아만의 에스피리투산토섬에만 서식하는 것으로 알려져 있다. 서식지 감소로 멸종 위협을 받고 있다. 일부 전문가들은 이 종을 캘리포니아멧토끼의 아종으로 간주하기도 한다.

## 모습
아메리카검은멧토끼는 몸 길이 약 55 cm, 신장은 약 9.5 cm이다. 머리 윗면, 등 부분, 꼬리 윗면은 갈색 광이 나는 광택 있는 검은색 털이 난다. 머리, 신체 옆면과 다리는 짙은 시나몬색 혹은 황갈색이다. 신체 밑부분과 꼬리 밑은 더 옅은 갈색이다. 눈 주변에는 둥그렇게 회색 털이 나 있다. 귀 속은 검회색이며 긴 회색 털이 달려있다.

## 생태
아메리키검은멧토끼는 멕시코 바하칼리포르니아주 에스피리투산토섬의 고유종이다. 주로 풀이 나있거나 돌으로 이루어진 경사면, 메사, 사구, 골짜기나 풀숲, 엽채류, 관목, 선인장 주면에서 찾아볼 수 있다.
아메리카검은멧토끼는 검은빛 털이 주변 갈색, 회색, 초록색 자연 환경과 잘 맞지 않기 때문에 매우 눈에 잘 띄는 편이다. 캘리포니아멧토끼와 근연종이지만, 캘리포니아멧토끼는 육지의 포식자들에게 노출되어 있어 흑색증이 나타나지 않는다. 에스피리투산토섬에는 아메리카검은멧토끼를 잡아먹을 대형 포식자들이 없다. 아메리카검은멧토끼는 에스피리투산토섬에서 에스피리투산토영양다람쥐, 가시주머니생쥐, 선인장쥐, 사막숲쥐, 알락꼬리고양이와 서식지를 공유한다. 또한 섬에는 여러 종류의 도마뱀, 뱀과 Caracara plancus, 아메리카황조롱이와 같은 육식조 또한 서식한다.

## 보전상태

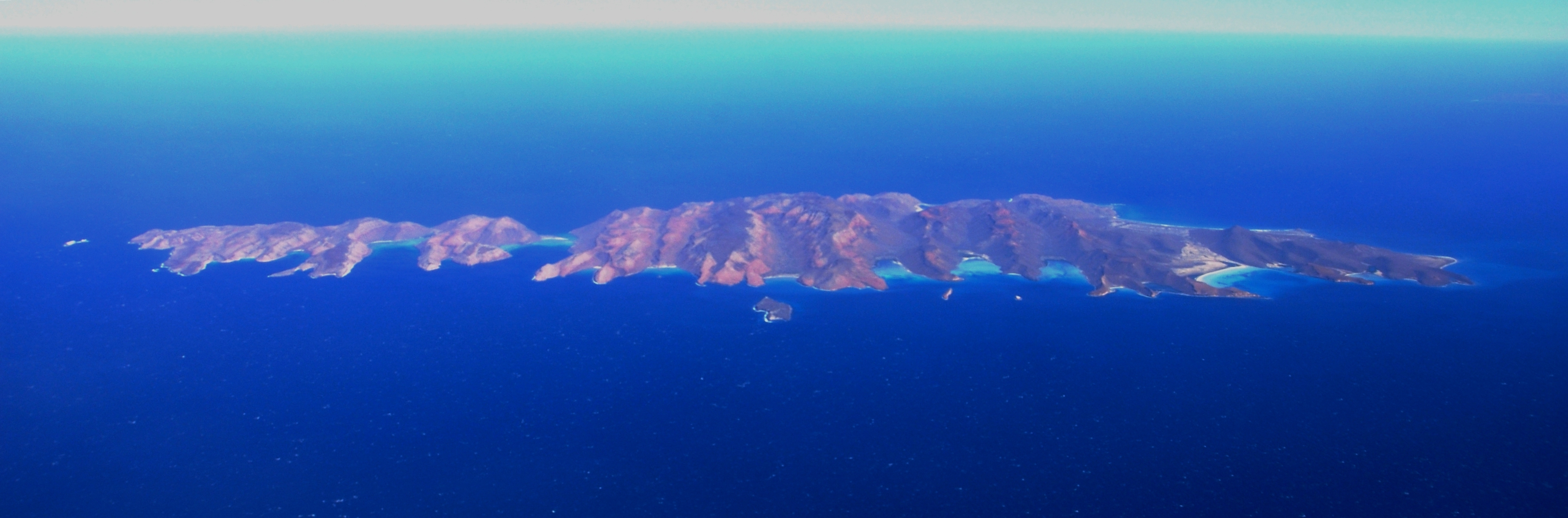
에스피리투산토섬과 파르티다섬(Isla Partida)은 지협으로 연결되어 있다.

아메리카검은멧토끼는 에스피리투산토섬에서만 발견되기 때문에 총 서식지는 섬 면적인 95 제곱킬로미터 뿐이다. 하지만 섬의 생태와 아메리카검은멧토끼 개체수는 어느 정도 안정되어 있다. 개체수에 대한 주요 위협은 인간들에 의한 외래종 유입과 서식지 교란이다. 에스피리투산토섬은 무인도이며 멕시코 정부가 Área de Protección de Flora y Fauna: Islas del Golfo de California로 지정하여 보존하고 있다. 이 섬은 주요한 생태관광지이며 1995년 유네스코는 Islas del Golfo de California 자연보존지역으로 선포하였다.